# Camisard

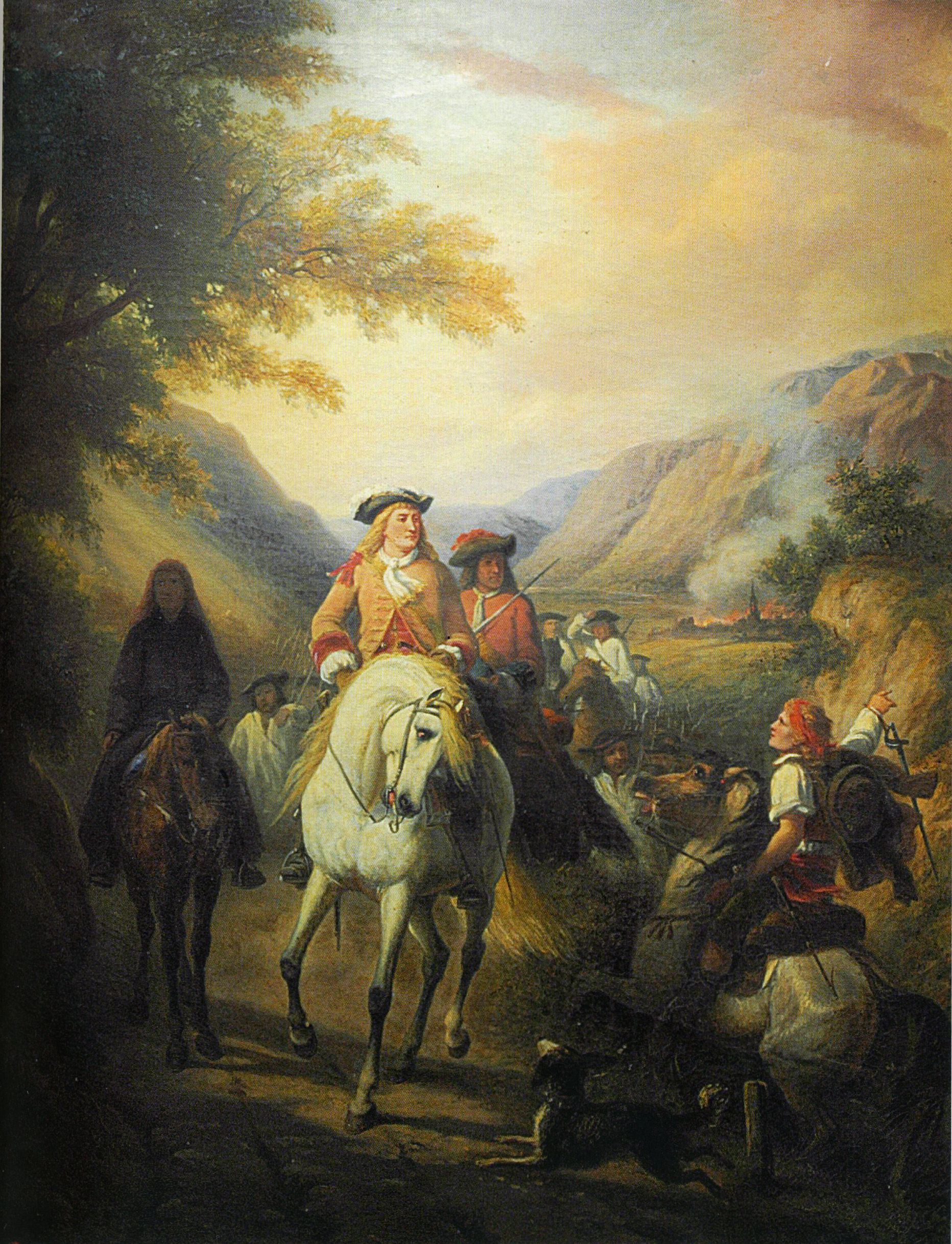
Jean Cavalier, chef camisard par Pierre Antoine Labouchère, 1864.

Les camisards sont des protestants français (huguenots) de la région des Cévennes et de la Vaunage, dans le Sud de la France. Ils se sont insurgés contre les persécutions qui ont suivi la révocation en 1685 de l'Édit de Nantes. De 1685 à 1700, le petit peuple protestant est lentement passé de la résignation à la révolte, et tous ses pasteurs ayant été exécutés ou mis en fuite, ils se retrouvent sans meneurs. La place des pasteurs est alors prise par des « inspirés », prophètes sans formation qui appellent parfois ouvertement à la révolte violente. La guerre des Cévennes éclate en 1702, avec des affrontements de plus en plus importants jusqu'en 1704, puis une lutte moindre jusqu'en 1710 avant une paix définitive en 1715.

## Les événements

### Les origines
Les camisards sont de simples paysans et artisans protestants, qui se rebellent à partir de 1702 contre les autorités en réaction aux persécutions de leur foi religieuse. Ils résistent aux exactions perpétrées par l'intendant du Languedoc et ses troupes, mais s’estiment fidèles au roi Louis XIV qu’ils pensent mal conseillé au point de se nommer eux-mêmes los Raiòus (« les royaux », de l'occitan languedocien raiòl, royal mais aussi habitant des pentes cévennoles). Gens du peuple qui ne possèdent ni équipement ni armement militaire, ils portent lors de leurs combats de simples chemises, d’où leur nom de camisards (de l'occitan languedocien camisa : « chemise »,).
Ces camisards vivent essentiellement dans les Cévennes et parfois dans la Vaunage (cas d’Abdias Maurel dit « Catinat »). Leur parfaite connaissance du terrain et les particularités du relief des Cévennes leur permettent de résister deux ans aux troupes royales dans un combat inégal s’apparentant à une guérilla. Ils peuvent ainsi pendant un temps constituer des réserves, se cacher et soigner leurs blessés dans les grottes, nombreuses dans le bas-pays cévenol. Leur capacité à passer d'une vallée à l'autre rapidement par les petits chemins de berger (« drailles » en cévenol) leur garantit impunité et effet de surprise, en tous cas au début de la révolte. Par la suite l'intendant Basville fera aménager la route de crête de Florac à Saint-Jean du Gard dite « corniche des Cévennes », pour améliorer la mobilité de ses troupes. La plupart de leurs combats se situent dans les Basses-Cévennes et en plaine (Saint-Just et Vacquières, Sauve, Saturargues). C'est d'ailleurs en s'aventurant contre des troupes régulières dans un combat en plaine que le chef camisard Jean Cavalier sera finalement battu de manière décisive par le maréchal de Montrevel le 19 avril 1704.

### Déroulement de la révolte
La révolte est d'abord alimentée par un « réveil religieux » nourri par les prophéties des « inspirés », comme Abraham Mazel, puis menée par des chefs sans grande éducation tels que Jean Cavalier, fils de boulanger, ou « Catinat », fils de cultivateur et ancien dragon.
La révolte part du massif du Bougès, dans les Hautes-Cévennes, et plus précisément du hameau de Vieljouves, au-dessus du Rouve (commune de Saint-André-de-Lancize), où Abraham Mazel, lors d'une réunion secrète en compagnie de Pierre Séguier, dit Esprit Séguier et de quelques autres (majoritairement protestants, comme Clément Cuvillier entre autres qui jouera un rôle plus discret au cours de la révolte) venus des environs, reçoit le 22 juillet 1702 une « inspiration divine » lui enjoignant de libérer les protestants emprisonnés et torturés par l'abbé du Chayla au pont de Montvert. L'abbé est tué alors qu'il s'enfuit, lors de la libération par la force de ses prisonniers le 24 juillet 1702. Par la suite, des églises catholiques sont incendiées et leurs prêtres tués ou forcés à fuir.
Le 20 septembre 1703, les camisards massacrent les soixante habitants catholiques de Saturargues, près de Lunel.
Avec l'aval du pape Clément XI, qui rédige une bulle excommuniant les camisards, les soldats du roi dirigés par le maréchal de Montrevel rasent plus de 450 villages, tuant parfois tous leurs habitants.

### La fin de la révolte
La méthode forte de la répression est d'abord sans résultat. Alors que la France est engagée dans la guerre de Succession d'Espagne (1701-1714), les camisards, qui ne sont guère plus de 2 000, mobilisent contre eux quelque 20 000 soldats du Roi plus environ 3 000 miliciens levés dans les régions environnantes.
En 1704, le nouveau commandant des forces royales depuis mars, le maréchal de Villars, partisan de l'apaisement, profite de la défaite de Jean Cavalier pour le rencontrer et composer avec lui. À la suite de ces négociations, Cavalier fait sa soumission à Nîmes en mai 1704. L'insurrection se poursuit toutefois pour la majorité des camisards qui refusent les propositions de l'autorité royale et qui demandent la restauration complète de leurs droits garantis par l'édit de Nantes. Mais d'autres chefs camisards tombent rapidement tel le berger Pierre Laporte, appelé « Rolland », qui est trahi et tué en août 1704, ou l'ancien soldat Ravenel, mort exécuté. Cela met fin au principal épisode de la révolte. Elle connaît un regain dans le Vivarais en 1709 et 1710 jusqu'à l'arrestation, du fait d'une trahison, et l'exécution du successeur de Cavalier, le prophète Abraham Mazel.

## Postérité

### Rôle dans la survie du protestantisme français
Il est établi qu'après la guerre des Cévennes, les autorités furent soucieuses d'éviter de rallumer une telle guerre et modérèrent la répression anti-religieuse. De nombreux anciens camisards revenus à une vision plus pacifique des choses contribuèrent à partir de 1715 au rétablissement progressif d'un protestantisme toujours illégal et clandestin mais désormais bien organisé sous la conduite d'Antoine Court et de pasteurs itinérants revenus dans le pays.

### La légende des Camisards
Dans son ouvrage paru en 1977, Philippe Joutard relève la vitalité de la tradition orale cévenole concernant la guerre des camisards et la « puissance d'attraction » de cette période marquante de l'Histoire puisque de nombreux faits sans rapport avec cette période sont à présent intégrés à la légende orale des camisards. La mémoire orale étant surtout familiale, elle fait souvent référence à des ancêtres fidèles à leurs convictions plutôt qu'aux héros à la tête de la révolte. Ce faisant, elle valorise au-delà de son contenu religieux initial une attitude de résistance et de non-conformisme, et détermine toute une culture, des choix politiques et une manière de vivre.
Dans le même ouvrage, Philippe Joutard note que même les catholiques, minoritaires en pays majoritairement protestant, tendent à reconstruire l'histoire selon les mêmes modalités que leurs anciens adversaires religieux. L'empreinte des camisards en Cévennes est donc particulièrement profonde.